# Château Sigognac
 (août 2019).
Si vous disposez d'ouvrages ou d'articles de référence ou si vous connaissez des sites web de qualité traitant du thème abordé ici, merci de compléter l'article en donnant les références utiles à sa vérifiabilité et en les liant à la section « Notes et références ».
Château Sigognac est un domaine viticole de 47 hectares situé à la sortie de Saint-Yzans-de-Médoc, dans le département de la Girdonde. Son sol argilo-sableux et argilo-calcaire correspond au terrain caractéristique du Médoc.

## Historique
En 1928, le Domaine de Sigognac s'étendait sur 100 hectares. À la suite des gelées tristement célèbres de 1956, la quasi-totalité du vignoble  a du être arrachée. Ce n’est que le 20 février 1964 que Paul-François Grasset rachète la propriété de 58 hectares sur laquelle il ne reste que 4 hectares de vignes. De 1965 à 1968, le vignoble est entretenu, reconstitué et agrandi par Colette Bonny, l'épouse de Paul-François Grasset.
La propriété est cédée en mars 2009 aux Vignobles Allard SAS
, gérés par la famille Allard, déjà propriétaire du Château de Gironville à Macau. Depuis, des travaux de restructuration et d’amélioration de la vigne ont été mis en place, parmi lesquels la complantation, le travail du sol et la restructuration des parcelles trop anciennes.

## Vignoble
L’âge moyen de la vigne est de 35 à 40 ans. La plantation est traditionnelle, respectant une densité moyenne de 5 500 pieds/hectare.
Le château Sigognac propose deux références en rouge (Château Sigognac et Benjamin de Sigognac) et 1 référence en blanc (Blanc de l'Estuaire). Les cépages cultivés sont principalement le cabernet sauvignon, le cabernet franc, le merlot et le petit verdot pour les vins rouges ; le sémillon pour le vin blanc.
La vinification se déroule dans le respect des techniques et des traditions Médocaines (éraflage total, vendanges tardives, cuvaison longue).
La production annuelle est de 220 000 bouteilles en AOC Médoc. La mise en bouteille se fait au château.